# Magnus Gäfgen
Magnus Gäfgen (* 11. April 1975 in Frankfurt am Main, Name später geändert) wurde im Jahr 2003 wegen der Entführung und Ermordung des elfjährigen Bankierssohns Jakob von Metzler zu einer lebenslangen Freiheitsstrafe mit Feststellung der besonderen Schwere der Schuld verurteilt.

## Leben
Gäfgen wuchs als Sohn eines Bauingenieurs und einer Erzieherin in einer Arbeitersiedlung im Frankfurter Stadtteil Sachsenhausen auf. Er engagierte sich in seiner Heimatgemeinde St. Bonifatius als Jugendbetreuer. Ein seinerzeit von ihm betreuter Junge und dessen Mutter äußerten später, dass Gäfgen die Zurückweisung und das Ende der Freundschaft mit diesem Jungen nicht akzeptieren konnte und sich auffällig verhielt. Jahre später, während der Verhöre zum Verschwinden Jakob von Metzlers, bezichtigte Gäfgen den Jungen und dessen Bruder als Mittäter.
Er legte 1995 das Abitur an der Carl-Schurz-Schule ab. Anschließend leistete er Zivildienst in der Altenpflege. 1996 begann er an der Goethe-Universität in Frankfurt am Main ein Studium der Rechtswissenschaft.
In dieser Zeit schloss er sich Jugendlichen an, die aus wohlhabenden Elternhäusern stammten. Er gab vor, selbst wohlhabend zu sein, und verbrauchte dafür auch einen Rentenfonds, den sein Vater für ihn angespart hatte. Er begann eine Beziehung zu einem damals 15-jährigen Mädchen und finanzierte diesem einen Urlaub in Florida, danach waren seine finanziellen Reserven erschöpft. Über seine Freundin lernte er auch die Schwester seines späteren Entführungsopfers kennen. Mindestens einmal fuhr er mit seinem Auto die Kinder der Bankiersfamilie von Metzler nach Hause. Diesen flüchtigen Kontakt nutzte er später, um sich das Vertrauen des elfjährigen Jakob von Metzler zu erschleichen.

## Entführung und Ermordung Jakob von Metzlers
Um seinen aufwendigen Lebensstil weiterhin finanzieren zu können, entschloss sich Gäfgen, Jakob von Metzler zu entführen und von seinen Eltern ein Lösegeld zu erpressen. Am 27. September 2002 lockte Gäfgen Jakob von Metzler unter dem Vorwand, ihm eine von Jakobs Schwester in seinem Auto vergessene Jacke geben zu wollen, in seine Wohnung und tötete ihn dort. Danach ließ er den Eltern des Jungen ein Erpresserschreiben mit der Forderung nach einer Million Euro Lösegeld zukommen. Die Familie informierte umgehend die Polizei, diese zeigte sich von Anfang an sehr besorgt, da sie einen unerfahrenen Täter vermutete, der im Fall von aus seiner Sicht auftretenden Problemen zu einer Überreaktion neigen würde.
Noch am selben Tag versteckte er die Leiche bei einem Weiher in der Nähe der osthessischen Gemeinde Birstein.

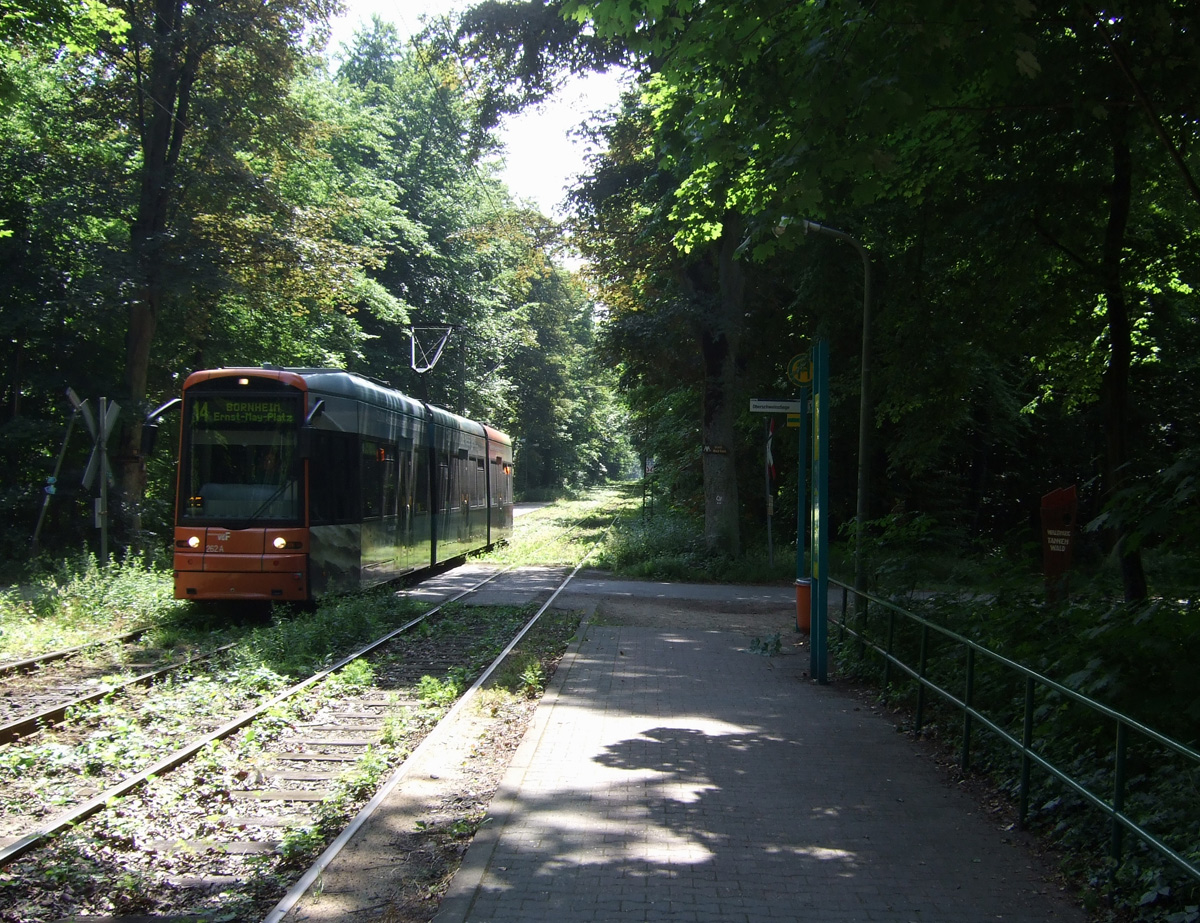
Ort der Geldübergabe im Entführungsfall Metzler: Straßenbahnhaltestelle Oberschweinstiege im Frankfurter Stadtwald

Gäfgen nahm das an einer Straßenbahnhaltestelle bereitgestellte Lösegeld an sich. Er wurde dabei anhand seines Autokennzeichens von der Polizei identifiziert und anschließend beschattet. Nachdem er sich mehrere Stunden lang nicht um sein – von der Polizei als noch lebend vermutetes – Opfer gekümmert, sondern stattdessen einen Neuwagen (Mercedes-Benz C-Klasse) bestellt und einen gemeinsamen Urlaub auf Fuerteventura mit seiner Freundin gebucht hatte, wurde er schließlich am 30. September 2002 im Parkhaus des Frankfurter Flughafens festgenommen.
Nachdem Gäfgen in der polizeilichen Vernehmung den Verbleib und Zustand seines Opfers verschleiert und zwei unbeteiligte Bekannte als angebliche Mittäter beschuldigt hatte, ordnete der damalige Polizeivizepräsident Wolfgang Daschner an, durch Gewaltandrohung die aus seiner Sicht möglicherweise lebensrettende Aussage zum Aufenthaltsort des Elfjährigen zu erzwingen. Gäfgen machte daraufhin zutreffende Angaben, sodass die Polizei die Leiche des Entführungsopfers finden konnte. Für diese Gewaltandrohung musste sich Daschner später im Daschner-Prozess strafrechtlich verantworten und wurde infolgedessen zu einer Verwarnung mit Strafvorbehalt verurteilt.

## Strafprozess und -vollzug
Am 28. Juli 2003 verurteilte das Landgericht Frankfurt am Main Gäfgen wegen Mordes in Tateinheit mit erpresserischem Menschenraub mit Todesfolge und wegen falscher Verdächtigung in Tateinheit mit Freiheitsberaubung in zwei Fällen zu einer lebenslangen Freiheitsstrafe und stellte dabei die besondere Schwere der Schuld fest, die einer Strafrestaussetzung zur Bewährung gemäß § 57a StGB nach der Mindestdauer von 15 Jahren entgegensteht. Die Verurteilung beruhte insbesondere auf seinem Geständnis in der Hauptverhandlung. Seine Revision vor dem Bundesgerichtshof wurde am 21. Mai 2004 verworfen. Auch seine Verfassungsbeschwerde hatte keinen Erfolg: Gäfgen habe nicht genügend begründet, warum der Verfahrensverstoß bei der Vernehmung zwingend auch ein Hindernis für das Strafverfahren nach sich ziehen musste.
2005 veröffentlichte Gäfgen das Buch Allein mit Gott – Der Weg zurück. Im September 2006 meldete er Verbraucherinsolvenz an. Seit dem 8. Dezember 2012 ist er schuldenfrei.
Seit November 2012 verbüßt Gäfgen seine Haftstrafe in Kassel. In der Haft legte Gäfgen das Erste juristische Staatsexamen ab. Als verurteilter Schwerverbrecher kann er jedoch nicht zum zweiten juristischen Staatsexamen zugelassen werden.
Im August 2013 wurde Gäfgen in die sozialtherapeutische Anstalt der Justizvollzugsanstalt Kassel II verlegt.
Mit Wirkung zum 30. September 2014 änderte Gäfgen seinen Namen; dies soll der Resozialisierung dienen.
2017 beantragte er beim Landgericht Kassel die Aussetzung des Strafrests zur Bewährung. Im vom Gericht bestellten Prognosegutachten kam Psychiater Georg Stolpmann zu dem Schluss, dass Gäfgen weiterhin eine Gefahr für die Gesellschaft darstelle, und empfahl daher, dem Antrag nicht stattzugeben. Dieser Ansicht schloss sich die JVA-Leiterin an; die Staatsanwaltschaft Frankfurt am Main empfahl, Gäfgen nicht zu entlassen. Im Januar 2018 stellte dieser einen Befangenheitsantrag gegen den Sachverständigen. Das Landgericht Kassel setzte im Mai 2019 eine Mindestverbüßungsdauer von 23 Jahren – bis September 2025 – fest.

## Weitere Gerichtsverfahren

### Verfahren vor dem EGMR
Im Juni 2005 legte Gäfgen Beschwerde beim Europäischen Gerichtshof für Menschenrechte (EGMR) ein, um die Wiederaufnahme des Verfahrens zu erreichen. Er berief sich auf eine Verletzung der Art. 3 EMRK (Folter- und Misshandlungsverbot) und Art. 6 EMRK (faires Verfahren). Nach Auffassung Gäfgens wurde die Folterdrohung im späteren Strafverfahren gegen ihn nicht ausreichend berücksichtigt. Das Verfahren hätte wegen der Folterdrohung eingestellt werden müssen. Er sei ein Folteropfer. Darüber hinaus seien durch sein Geständnis Beweismittel erlangt worden, die nur infolge dieser Aussagen von den Behörden hätten sichergestellt und verwertet werden können (vgl. Früchte des vergifteten Baumes). Dies verletze seinen Anspruch auf ein faires Verfahren. Am 30. Juni 2008 wies der EGMR die Beschwerde Gäfgens als unbegründet zurück. Der Gerichtshof urteilte mit 6 zu 1 Stimmen, dass Gäfgen zwar Opfer einer Verletzung von Art. 3 EMRK (Verbot der Folter und unmenschlicher oder erniedrigender Behandlung) geworden sei, den Opferstatus bei Einleitung des Verfahrens vor dem EGMR aber verloren habe, weil die deutschen Gerichte – allen voran das Bundesverfassungsgericht – die Vernehmungsmethode als Verstoß gegen Art. 3 EMRK anerkannt hätten, die beiden Polizeibeamten strafrechtlich verurteilt worden waren und das durch verbotene Vernehmungsmethoden erlangte Geständnis im Strafverfahren nicht gegen Gäfgen verwertet wurde. Ein Verstoß gegen Art. 6 EMRK (Recht auf ein faires Verfahren) wurde nicht festgestellt; denn die Verurteilung stützte sich auf ein späteres Geständnis des Mörders. Er hatte dieses vor Gericht abgegeben, nachdem er darüber belehrt worden war, dass alle früheren Aussagen nicht gegen ihn verwendet werden dürfen. Außerdem hatte Gäfgen bei seinem neuen Geständnis angegeben, er lege dieses freiwillig ab, aus Reue und um Verantwortung für sein Verbrechen zu übernehmen.
Gegen diese Entscheidung rief Gäfgens Anwalt die mit 17 Richtern besetzte Große Kammer des EGMR an, die am 1. Juni 2010 den Entscheid fällte. Sie betonte, dass die Drohungen gegen Gäfgen zwar keine Folter, aber eine durch Art. 3 EMRK gleichfalls verbotene unmenschliche Behandlung war. Im Gegensatz zur Vorinstanz war aber die Große Kammer der Auffassung, dass Gäfgen weiterhin geltend machen könne, das Opfer eines Verstoßes gegen Art. 3 EMRK zu sein, denn die beteiligten Polizeibeamten seien nur zu einer geringen Geldstrafe verurteilt worden. Weiterhin sei das von Gäfgen angestrengte Amtshaftungsverfahren nach über drei Jahren noch immer nicht abgeschlossen. Gäfgen erzielte insofern teilweise einen Erfolg.
Sein Hauptziel erreichte Gäfgen jedoch nicht, denn die Große Kammer teilte die Einschätzung der Vorinstanz, dass das Recht Gäfgens auf ein faires Verfahren nicht verletzt worden sei. Gäfgen könne kein neues Strafverfahren oder die Wiederaufnahme seines Strafverfahrens fordern.
Das Landgericht Darmstadt und das Oberlandesgericht Frankfurt am Main lehnten die Wiederaufnahme des Prozesses gegen Magnus Gäfgen ab.

### Amtshaftungsprozess gegen das Land Hessen
Im Dezember 2005 verklagte Gäfgen das Bundesland Hessen auf Zahlung einer Entschädigung von mindestens 10.000 Euro. Prozesskostenhilfe wurde zunächst vom Landgericht wie auch vom Oberlandesgericht Frankfurt mangels ausreichender Erfolgsaussicht der Klage verweigert, bis das Bundesverfassungsgericht mit Beschluss vom 19. Februar 2008 entschied, dass sie zu bewilligen sei, weil es um schwierige Rechtsfragen gehe.
Am 4. August 2011 sprach das Landgericht Gäfgen eine Entschädigung von 3000 Euro zu, jedoch kein Schmerzensgeld. Beamte des Landes hätten die Menschenwürde des Klägers „in eklatanter Weise schuldhaft verletzt“. Nachdem das beklagte Land Hessen Berufung eingelegt hatte, schlug das Oberlandesgericht Frankfurt einen Vergleich vor. Demnach sollte das Land statt einer Entschädigung an Gäfgen 2000 Euro an eine gemeinnützige Einrichtung zahlen. Gäfgen stimmte dem Vorschlag zu. Das Land Hessen lehnte den Vorschlag zwar nicht ausdrücklich ab, ließ aber die Erklärungsfrist verstreichen.
Mit Urteil vom 10. Oktober 2012 wies das Oberlandesgericht Frankfurt am Main die Berufung des beklagten Landes Hessen zurück. Die Revision wurde nicht zugelassen. Obwohl das Urteil ausdrücklich die Zahlung an Gäfgen anordnete, erhob auch der Insolvenzverwalter Gäfgens für die Insolvenzmasse Anspruch auf die Entschädigung, um damit eine Nachtragsverteilung an die Gläubiger Gäfgens durchzuführen. Das Land Hessen hinterlegte die Entschädigung daraufhin bei der Hinterlegungsstelle des Amtsgerichts Frankfurt/Main. In einem Anfang September 2013 bekannt gewordenen Urteil lehnte das Amtsgericht Frankfurt die Forderung des Insolvenzverwalters ab und sprach die Entschädigung Gäfgen zu.

## „Gäfgen-Stiftung“
Eine von Gäfgen geplante Stiftung „zur Unterstützung von Kindern, die Opfer einer Straftat wurden“, wurde von der zuständigen Aufsichtsbehörde der Aufsichts- und Dienstleistungsdirektion Trier im August 2006 abgelehnt, da die Stiftungsgründung gegen „das Anstandsdenken aller gerecht denkenden Menschen“ und damit gegen die guten Sitten verstoße.
Anfang 2007 ließ die Behörde nach einer Vorabprüfung neu eingereichter Unterlagen, denen zufolge Gäfgen nicht Namensgeber sein werde, die geplante Satzung keinen Bezug auf ihn nimmt und er die Stiftung nicht nach außen vertreten soll, verlauten, dass gegen diese Stiftung keine rechtlichen Bedenken mehr bestünden.
Der seinerzeit zuständige rheinland-pfälzische Innenminister Karl Peter Bruch hatte klargestellt, dass die Stiftung nicht genehmigt werde, „wenn die Person Gäfgen irgendeine Rolle dabei spielen“ sollte. Der Spiegel zitiert in der Ausgabe 2/2007 Bruch mit den Worten: „Ein Engagement Gäfgens verstößt eindeutig gegen die guten Sitten, und eine solche Stiftung akzeptieren wir niemals. Notfalls müssen sie uns vor das Verwaltungsgericht ziehen.“ Seit Juni 2008 wird das Projekt nach Presseberichten nicht weiter verfolgt.

## Verfilmungen, Podcast und Bücher
Der Fall Gäfgen diente als Vorlage für zwei Fernsehfilme. Die ARD sendete am 29. März 2006 das Kriminaldrama Eine Frage des Gewissens des Regisseurs Thomas Bohn. Knapp einen Monat später folgte das ZDF am 22. April 2006 mit der vierten Folge der Krimiserie Kommissarin Lucas. Gegen die Ausstrahlung des letztgenannten, stärker am Tatgeschehen orientierten Films, wehrte sich Gäfgen erfolglos vor dem Landgericht Koblenz. Darüber hinaus war der Fall mehrfach Thema von Dokumentationen. So sendete das ZDF am 26. Juli 2007 Der Mordfall Jakob von Metzler. Ein Verbrechen und seine Folgen sowie am 24. September 2012 den „halb-dokumentarischen Spielfilm“ Der Fall Jakob von Metzler mit Johannes Allmayer in der Rolle des Magnus Gäfgen. In der ARD wurde der Fall am 1. Dezember 2008 in einer Folge der Serie Die großen Kriminalfälle thematisiert. Auch die 2005 erstmals ausgestrahlte Tatort-Folge Leerstand weist Parallelen zu dem Fall auf.
Im August 2010 wurde ein Buchprojekt von Ortwin Ennigkeit, einem der am Verhör Gäfgens beteiligten Polizeibeamten, gestoppt. Der Frankfurter Polizeipräsident Achim Thiel begründete dies mit einem möglichen Verrat von Dienstgeheimnissen. Der herausgebende Heyne Verlag wartete den Ausgang des Amtshaftungsprozesses ab. Das Buch erschien am 12. September 2011.
2019 wurde der Mordfall in der Folge Der Kindsmörder des Podcasts Verurteilt! vom Hessischen Rundfunk thematisiert, der auch als Video auf YouTube veröffentlicht wurde. Am 3. Januar 2021 wurde der Fernsehfilm-Zweiteiler Ferdinand von Schirach: Feinde nach Der Feind von Ferdinand von Schirach als Fernsehevent im Ersten und zeitgleich in allen Dritten Fernsehprogrammen aus zwei Perspektiven ausgestrahlt. Das Fernsehprojekt beruht auf dem realen Entführungsfall Jakob von Metzler und der Auseinandersetzung mit Folter.
In der 18. Folge des Business-Insider Podcast Macht und Millionen erschien die Folge Der Fall Jakob von Metzler.
Im SWR True Crime Podcast Sprechen wir über Mord?! erschien am 15. August 2022 die Folge Ein bisschen Folter – Der Fall Gäfgen. Dort bespricht der Journalist Holger Schmidt den Fall mit Richter Thomas Fischer, der am Bundesgerichtshof mit dessen Revision befasst war.

## Schriften
- Magnus Gäfgen: Allein mit Gott – Der Weg zurück. Atlantic-Millenium-Press, Bendorf 2005, ISBN 3-00-017114-2.